# Сіврюки
Сіврюки, також Севрюки — діалектно-етнографічна група східних слов'ян, котра успадкувала культурні традиції сіверян. Севрюки фіксуються джерелами XV–XVII ст. у районі Новгорода-Сіверського, Чернігова, Рильська, Путивля. Основним заняттями севрюків були землеробство, бортництво, мисливство. Номенклатура місцевих бортних «знамен» (знаків власності на бортних деревах), зафіксована в переписних матеріалах XVII ст., дає можливість реконструювати деякі мовні особливості севрюків. Однак у цілому характер їхньої етнографічної самобутності, за браком відповідного археологічного, іконографічного та описового матеріалу, і досі залишається не з'ясованим. Зникнення сіврюків як етнографічної спільноти стало наслідком інтенсивних міграційних процесів, які відбувалися на Сіверщині впродовж XVII–XVIII ст.